# ナラ (マリ共和国)
ナラ（Nara）は、マリ共和国南西部、ナラ州ナラ圏にあるコミューン。同州、同圏の行政の中心でもある。モーリタニアの国境の南37km、マリの首都・バマコの北北東292kmに位置する。コミューンの面積は1,270km2で、中心となるナラの町と周辺16村を包括する。2009年の国勢調査による人口は29,602人。